# Václav Mařan
Václav Mařan (23. května 1879, Svijanský Újezd – 17. února 1962, Bechyně) byl český sochař a keramik.

## Život

### Studijní léta
Pocházel z početné zemědělské rodiny. Rodiči byl poslán na řemeslnickoprůmyslovou školu do Mladé Boleslavi, aby se vyučil řemeslu. Tam se také projevil jeho talent, který ho nasměroval na další studia do Prahy na Umělecko průmyslovou školu, kde začal navštěvovat v roce 1893 ateliér prof. Stanislava Suchardy. Jeho spolužáky a přáteli na této škole byli Josef Drahoňovský, Štěpán Zálešák, Jaromír Mára, František Kulhánek a Oldřich Šebor. Ve studiu pokračoval v roce 1896 na speciální škole prof. Celdy Kloučka. Zaměření této školy mu umožnilo provádět dekorační a štukové práce na fasádách i v interiérech domů.
Tato práce ho zavedla roku 1900 do Německa. V Berlíně pracoval s dvorním sochařem Ernstem Westfahlem na štukové výzdobě císařského zámku a v Kolíně nad Rýnem pod vedením architekta Wehlinga na fasádách a portálech bank či obchodních domů.
V roce 1902 odjel Mařan na studijní pobyt do Paříže. Navázal zde přátelství s českými umělci v Paříži Alfonsem Muchou, Františkem Kupkou a Rudolfem Váchou. V soukromé škole italského sochaře Filipa Collarossiho se u profesora Ajalberta zdokonaloval v kresbě aktu, pracoval v atelieru keramika Edmunda Lachenala a v atelieru švédské sochařky Agnes Frumeriové.

### Dospělá léta
V roce 1903 se vrátil do Prahy, otevřel si se sochařem Pavlíkem atelier v Dejvicích a opět spolupracoval s prof. Kloučkem na štukových výzdobách.
V tomto roce se uvolnilo místo učitele modelování na keramické škole v Bechyni. Doplnil si pedagogické vzdělání v Korutanech v kurzu profesora Breitnera z vídeňské Akademie výtvarných umění. Trvale se v Bechyni usadil, byl jmenován profesorem na bechyňské škole a oženil se s Emilií Fantovou, rodačkou ze Svijanského Újezda.

### Společenské aktivity
Svému učitelskému povolání se věnoval naplno a účastnil se i dalšího kulturního dění v Bechyni. Věnoval hodně času muzejnímu spolku a stal se nadšeným sběratelem, průvodcem muzea i amatérským archeologem. Organizačně se podílel na rozvoji družstva (později akciové společnosti) Keras, které vyrábělo původně kamnářské formy, figurální terakotu, staročeskou majoliku, posléze uměleckou terakotu a glazované vázy. Byl jedním ze spoluzakladatelů místní organizace Klubu československých turistů.

## Výtvarná činnost
V roce 1903, po svém návratu z Paříže, vymodeloval Mařan několik secesních váz a vystavil je v pražském Uměleckoprůmyslovém muzeu. V období první světové války vynikají jeho drobné plastiky s válečnou tematikou. Pro keramickou výrobu byly určeny postavy mužů a žen v lidových krojích, zdobené malířkou V. Sovákovou. Početnější cyklus dekorativních figurálních prací v bílé fajánsi vytvořil Mařan pro Výstavu soudobé kultury v Brně roku 1928.